# Tony Gilroy
Anthony Joseph Gilroy, detto Tony (New York, 11 settembre 1956), è uno sceneggiatore e regista statunitense.

## Biografia

### La famiglia
Nato a Manhattan, New York, è figlio del commediografo, regista, sceneggiatore e vincitore del premio Pulitzer Frank D. Gilroy; ha due fratelli, John e Dan, che lavorano entrambi nel mondo del cinema. John ha peraltro collaborato in veste di montatore nei film Michael Clayton e Duplicity.

### La carriera
Gilroy esordisce formalmente nel panorama di Hollywood come sceneggiatore: il primo soggetto è quello di Vincere insieme, film del 1992 diretto da Paul Michael Glaser, famoso interprete del detective David Starsky nella serie televisiva degli anni settanta Starsky & Hutch. La pellicola non riscuote molto successo, in parte per lo scarso rendimento degli attori, in parte per la banalità della trama, ma non piace neanche il lavoro compiuto nella stesura dei dialoghi.
Nel 1995 scrive L'ultima eclissi, di Taylor Hackford tratto dal romanzo Dolores Claiborne (1992) di Stephen King, con Kathy Bates e Jennifer Jason Leigh, e l'anno dopo è alle prese con la sceneggiatura di Extreme Measures - Soluzioni estreme, diretto da Michael Apted e interpretato da Gene Hackman e Hugh Grant. Nel 1997 partecipa a un'altra grande produzione, L'avvocato del diavolo, con Al Pacino, Keanu Reeves e Charlize Theron. È inoltre sceneggiatore del colossal Armageddon - Giudizio finale del 2000, diretto da Michael Bay e con interpreti principali Bruce Willis, Ben Affleck, Liv Tyler e Billy Bob Thornton.
Negli anni duemila collabora nella quadrilogia dedicata all'agente segreto Jason Bourne, iniziata con The Bourne Identity (2002), proseguita con The Bourne Supremacy (2004), The Bourne Ultimatum (2007) e conclusasi, nel 2012, con The Bourne Legacy, diretto questa volta dallo stesso Gilroy e tutti ispirati ai romanzi thriller dell'autore Robert Ludlum.
Lo sceneggiatore aveva però già debuttato alla regia nel 2007 con il thriller legale Michael Clayton, lavoro che gli vale una nomination all'Oscar al miglior regista, che vede come protagonista George Clooney affiancato da Tom Wilkinson, mentre nel 2009 dirige Clive Owen e Julia Roberts in Duplicity.

## Filmografia

### Sceneggiatore

#### Cinema
- Vincere insieme (The Cutting Edge), regia di Paul Michael Glaser (1992)
- L'ultima eclissi (Dolores Claiborne), regia di Taylor Hackford (1995)
- Extreme Measures - Soluzioni estreme (Extreme Measures), regia di Michael Apted (1996)
- L'avvocato del diavolo (The Devil's Advocate), regia di Taylor Hackford (1997)
- Armageddon - Giudizio finale (Armageddon), regia di Michael Bay (1998)
- Bait - L'esca (Bait), regia di Antoine Fuqua (2000)
- Rapimento e riscatto (Proof of Life), regia di Taylor Hackford (2000)
- The Bourne Identity, regia di Doug Liman (2002)
- The Bourne Supremacy, regia di Paul Greengrass (2004)
- The Bourne Ultimatum, regia di Paul Greengrass (2007)
- Michael Clayton, regia di Tony Gilroy (2007)
- Duplicity, regia di Tony Gilroy (2009)
- State of Play, regia di Kevin Macdonald (2009)
- The Bourne Legacy, regia di Tony Gilroy (2012)
- Rogue One: A Star Wars Story, regia di Gareth Edwards (2016)
- The Great Wall, regia di Zhāng Yìmóu (2016)
- Beirut, regia di Brad Anderson (2018)

#### Televisione
- Andor – serie TV, 8 episodi (2022-2025)

### Regista
- Michael Clayton (2007)
- Duplicity (2009)
- The Bourne Legacy (2012)
- Rogue One: A Star Wars Story (2016) (reshoots, non accreditato)[2]

### Produttore
- Bait - L'esca (Bait), regia di Antoine Fuqua (2000) - produttore esecutivo
- Rapimento e riscatto (Proof of Life), regia di Taylor Hackford (2000) - produttore esecutivo
- Lo sciacallo - Nightcrawler (Nightcrawler), regia di Dan Gilroy (2014)
- Beirut, regia di Brad Anderson (2018)